# Moesha Johnson
Moesha Johnson (Tweed Heads, 19 de septiembre de 1997) es una deportista australiana que compite en natación, en la modalidad de aguas abiertas.
Participó en los Juegos Olímpicos de París 2024, obteniendo una medalla de plata en la prueba de 10 km. Ganó cinco medallas en el Campeonato Mundial de Natación entre los años 2023 y 2025.
Estudió Ciencias Biomédicas en la Southern Cross University.

## Palmarés internacional
| Juegos Olímpicos   | Juegos Olímpicos    | Juegos Olímpicos  | Juegos Olímpicos |
| Año                | Lugar               | Medalla           | Prueba           |
| ------------------ | ------------------- | ----------------- | ---------------- |
| 2024               | París (Francia)     | Medalla de plata  | 10 km            |
| Campeonato Mundial |                     |                   |                  |
| Año                | Lugar               | Medalla           | Prueba           |
| 2023               | Fukuoka (Japón)     | Medalla de bronce | Equipo mixto     |
| 2024               | Doha (Catar)        | Medalla de oro    | Equipo mixto     |
| 2025               | Singapur (Singapur) | Medalla de oro    | 5 km             |
| 2025               | Singapur (Singapur) | Medalla de oro    | 10 km            |
| 2025               | Singapur (Singapur) | Medalla de bronce | 3 km eliminación |